# Eregion
Eregion (sindarsky Země cesmín, lidmi nazývaná Cesmínie), po zániku její území známé jako Hollin, bylo společně s Lindonem poslední království Noldor, nacházející se ve fiktivním světě Středozem J. R. R. Tolkiena. Bylo založeno po zkáze Beleriandu Noldorskými elfy vedenými Celebornem a jeho ženou Galadriel. Zdejší kováři za pomoci Saurona ukuli slavné Prsteny moci včetně Vládnoucího prstenu. Během války mezi elfy a Sauronem bylo království zničeno a zbytek obyvatel zemi opustil.

## Popis

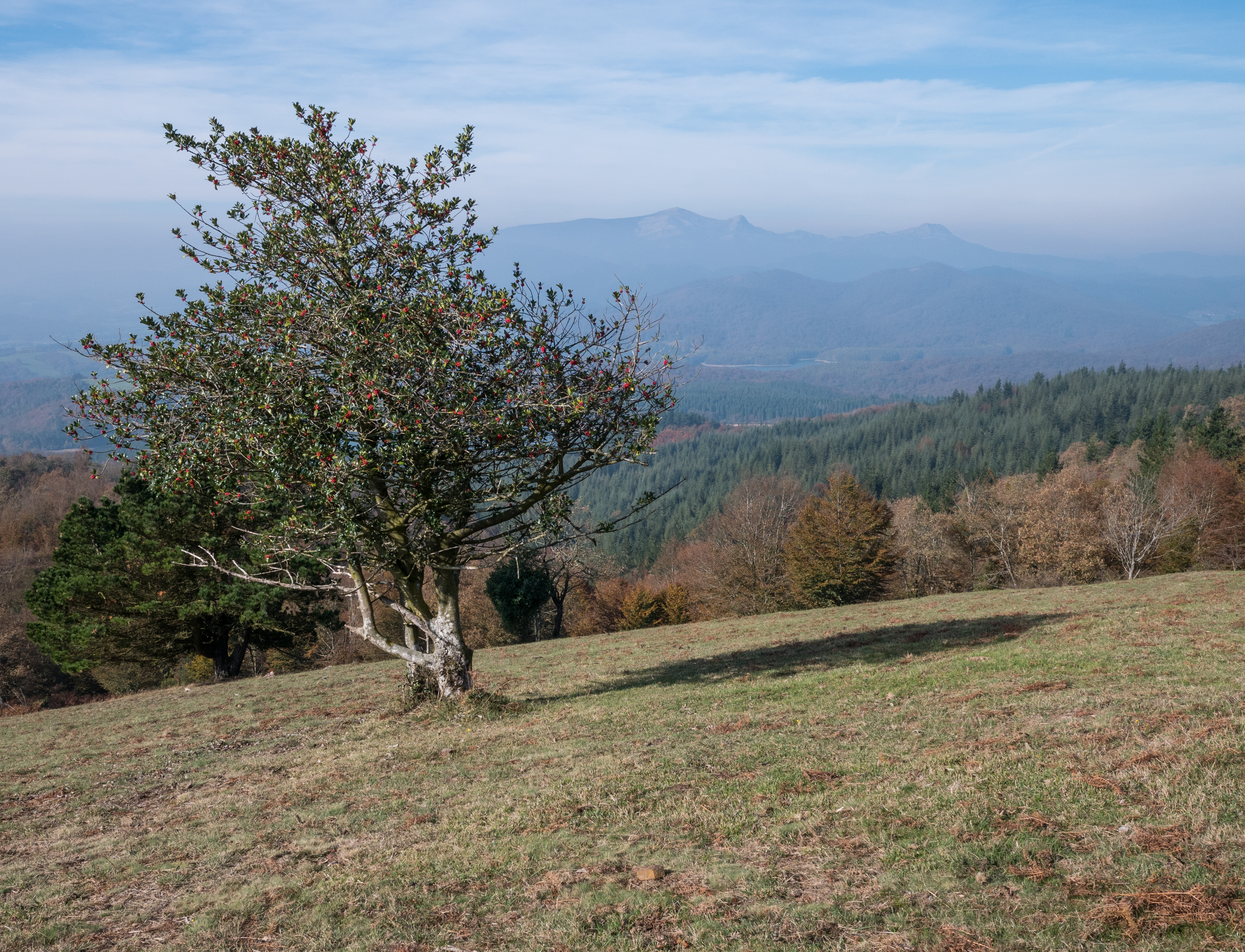
Cesmína

Cesmínie se nachází na západ od Mlžných hor mezi řekami Mšenou a Glanduinou. Království získalo své jméno podle cesmín, které v zemi hojně rostly. Byla to významná země kovářů, a kovářské dovednosti jejích lidí byla bez konkurence mezi elfy, a jejíž kováři byli rovni kovářům z Khazad-dûm.

## Dějiny

### Založení království
Eregion je založen v roce 750 D. v. Celebrimborem, posledním z Faenorova rodu, který po zkáze Beleriandu vyvedl přes Ered Luin své následovníky z řad Noldorských elfů, s nimiž do Eregionu přišli i Celeborn a Galadriel,. Hlavním městem se stalo město Ost-in-Edhil, které postavil Celebrimbor a jeho lid.

### Celebornova vláda
Prvním králem v Eregionu se stal Celeborn, který měl za ženu Finarfinovu dceru Galadriel, která za svého života po boku královny Doriathu Melian získala mnoho moudrosti. Eregionští elfové navázali vřelé styky s trpaslíky z města Khazad-dûm. Toto přátelství přinášelo oběma stranám mnoho výhod. Nejlepší vztah s trpaslíky navázal Curufinův syn, vnuk Fëanora Celebrimbor. Celebrimbor se stal po svém dědovi druhým nejvýznamnějším noldorským kovářem. Mimo jiné zhotovil nápis v písmu tengwar na západní bráně Morie, které elfové říkali Hadhodrond. Elfové z Eregionu také navázali kontakt s elfy z království Lórinand, které leželo na druhé straně Mlžných hor. V roce 1200 D. v. přichází do Ost-in-Edhil Sauron, který na sebe vzal sličnou podobu a vystupoval pod jménem Annatar (pán darů). Obrátí na svou stranu Celebrimbora, kterého mezi lety 1350 a 1400 D.v navede k svržení vlády. Galadriel varuje lid před Annatarem, odchází skrz Khazad-dûm na druhou stranu hor a usazuje se v Lórinandu. Celeborn odmítá vstoupit do trpasličího města a tak zůstává na západní straně hor. Vládcem v Eregionu se stává Celebrimbor.

### Zhotovení prstenů moci
Po Sauronových radách a jeho pomoci dosahují eregionští kováři vrcholu svého umění. Roku 1500 začnou pracovat na Prstenech moci. Celebrimbor nejprve vyrobí Devět a Sedm prstenů a nakonec roku 1590 své největší dílo Tři prsteny elfů (Bílý prsten-Nenya, Rudý prsten-Narya, a Modrý prsten-Vilya). Elfové jsou však podvedeni, protože Sauron v roce 1600 tajně vyrábí Jeden prsten. Jakmile si Celebrimbor uvědomil, jaká je pravá podstata jeho díla, rozhodne se hledat radu u Galadriel. Ta mu nakáže prsteny před Temným pánem schovat. Celebrimbor jí svěřuje Nenyu a králi Gil-galadovi Vilyu a Naryu.

### Pád Eregionu
Jakmile se Sauron dozvídá, že jeho plány byly prozrazeny, napadne Eregion svými vojsky. V roce 1695 je skřety napadeno hlavní město Ost-in-Edhil. Posily vyslané z Lindonu nestihnou dorazit včas a proto je město zpustošeno. Populace města je téměř celá pobita a do zajetí padne i sám Celebrimbor. Sauron se zmocní Devíti prstenů. Po mučení mu Celebrimbor prozradí, kde je ukryto Sedm prstenů. Úkryt zbylých Tří ale prozradit nechce, a je proto Sauronem zabit,  jeho tělo přivázáno na dlouhé kopí  využito jako prapor jeho armád. Lindonské posily vedené půlelfem Elrondem jsou poté Sauronem napadeny. Elrond je nucen ustoupit na sever a útočiště nachází v Imladris (Roklince). Sauronovým silám vpadnou dozad trpaslíci a oddíly z Lórinandu. Sauron je oslaben a proto se mu nepodaří dobýt Lindon. Po příjezdu Númenorejců je donucen se stáhnout do Mordoru. Eregion není po válce již nikdy obnoven. Zbytek přeživších se úchýlil pod Elrondovým vedením do Roklinky, a území Eregionu, nyní známého jako Hollin, je obsazeno a osídleno Středními lidmi Gwaithiuirimů, k nimž patří i lidé Dunlandu.